# 岔河乡 (威宁彝族回族苗族自治县)
岔河乡，是中国贵州省毕节地区威宁彝族回族苗族自治县下辖的一个乡镇级行政单位。

## 行政区划
岔河乡共辖以下地区：
金钟村、利毕村、新村、大洪村、沙营村、新发村、新光村、恰西村、银厂村、龙头山村、新炉村、海坪村、迎江村、三益村、营沙村、岔河村、汗坝村。